# Кузнецова, Устинья Петровна
Устинья Петровна Кузнецова (1757 — 18 (30) ноября 1808 года) — яицкая казачка, во время Крестьянской войны 1773—1775 годов выданная замуж за Е. И. Пугачёва и провозглашённая «новой императрицей». Женитьба самозваного «императора Петра Фёдоровича» на простой казачке вызвала сомнения в царском происхождении Пугачёва и недовольство среди восставших. По приговору суда после поражения восстания Устинья Кузнецова была признана невиновной, тем не менее была отправлена в ссылку в Кексгольмскую крепость, где провела остаток жизни фактически в заключении.

## Биография

### Обстоятельства накануне свадьбы
Устинья Кузнецова была дочерью яицкого казака Петра Кузнецова, сторонника войсковой партии в Яицком войске и участника восстания 1772 года. К январю 1774 года ей шёл 17-й год, в это время большая часть Яицкого городка находилась в руках восставших, которые осаждали запершихся в городовой крепости («ретраншменте») офицеров и солдат правительственного гарнизона и оставшихся верными правительству казаков старшинской стороны. Во второй половине января предводитель восстания и самозваный «император Пётр Фёдорович» — Емельян Пугачёв — прибыл в Яицкий городок из-под осаждённого Оренбурга, чтобы лично руководить штурмом ретраншмента. 21 января был произведён подрыв мины под валом, окружавшем ретраншмент, после чего последовала попытка штурма, отбитая правительственным гарнизоном с большими потерями для осаждавших. Пугачёв распорядился начать новый подкоп для закладки мины под Михайло-Архангельский собор и собрать дополнительные запасы пороха в крепостях и форпостах Нижне-Яицкой дистанции. В период между двумя штурмами был собран войсковой круг, на котором самозваный император восстановил отменённый Петром I старинный обычай, по которому казаки сами выбирали своих атаманов. Новым атаманом Яицкого войска был выбран Никита Каргин, войсковыми старшинами стали Афанасий Перфильев и Иван Фофанов.
После проведения войскового круга состоялась свадьба «императора» с яицкой казачкой Устиньей Кузнецовой. На допросах после разгрома восстания яицкие казаки и сам Пугачёв по-разному излагали обстоятельства, приведшие к женитьбе самозванца на Устинье. Сам Пугачёв называл инициаторами события яицких старейшин и своих ближайших соратников из числа яицких казаков. По его словам, на исходе января 1774 года к нему явились атаман Михаил Толкачёв, а также Овчинников, Каргин, Пьянов и другие атаманы и старики с предложением — не угодно ли царю взять в жёны кого-нибудь из яицких девушек. Пугачёв возразил, что в этом случае ему в России могут не поверить, что он царь. «Мы поверили, так, конечно, и вся Россия поверит, а за то больше, что мы — славныя яицкие казаки. Ты как женисся, так войско Яицкое всё к тебе прилежно будет!» В качестве невесты казаки предложили взять Устинью Кузнецову, так как заметили, что она приглянулась Пугачёву на одном из девичников: «Она девка изрядная и постоянная». После таких аргументов Пугачёв якобы дал согласие.
Михаил Толкачёв после своего ареста, напротив, показывал, что инициатива исходила от самозванца, а ближайшие соратники пытались его от женитьбы отговорить: «Надо ещё погодить. Ты не основал порядочно своего царства!» Однако Пугачёв якобы настоял на своём, уверив, что в этом решении будет большая польза, но не разъяснив, в чём именно. Старикам пришлось уступить его напору, в том числе и потому, что таким образом они надеялись оградить других девок Яицкого городка от посягательств «амператора», который ранее уже воспользовался властными привилегиями для собственного удовольствия: «А как перед сим Пугачёв трёх девок из Яицкого городка в Берду уже взял и с ними в одной кибитке жил, то старики рассудили, чтоб впредь такого похищения не мог делать, и при том видя его в том совершенную наклонность, сказали ему напоследок, когда де есть в том, государь, ваша польза, то женитесь».

### Сватовство и «царская свадьба»

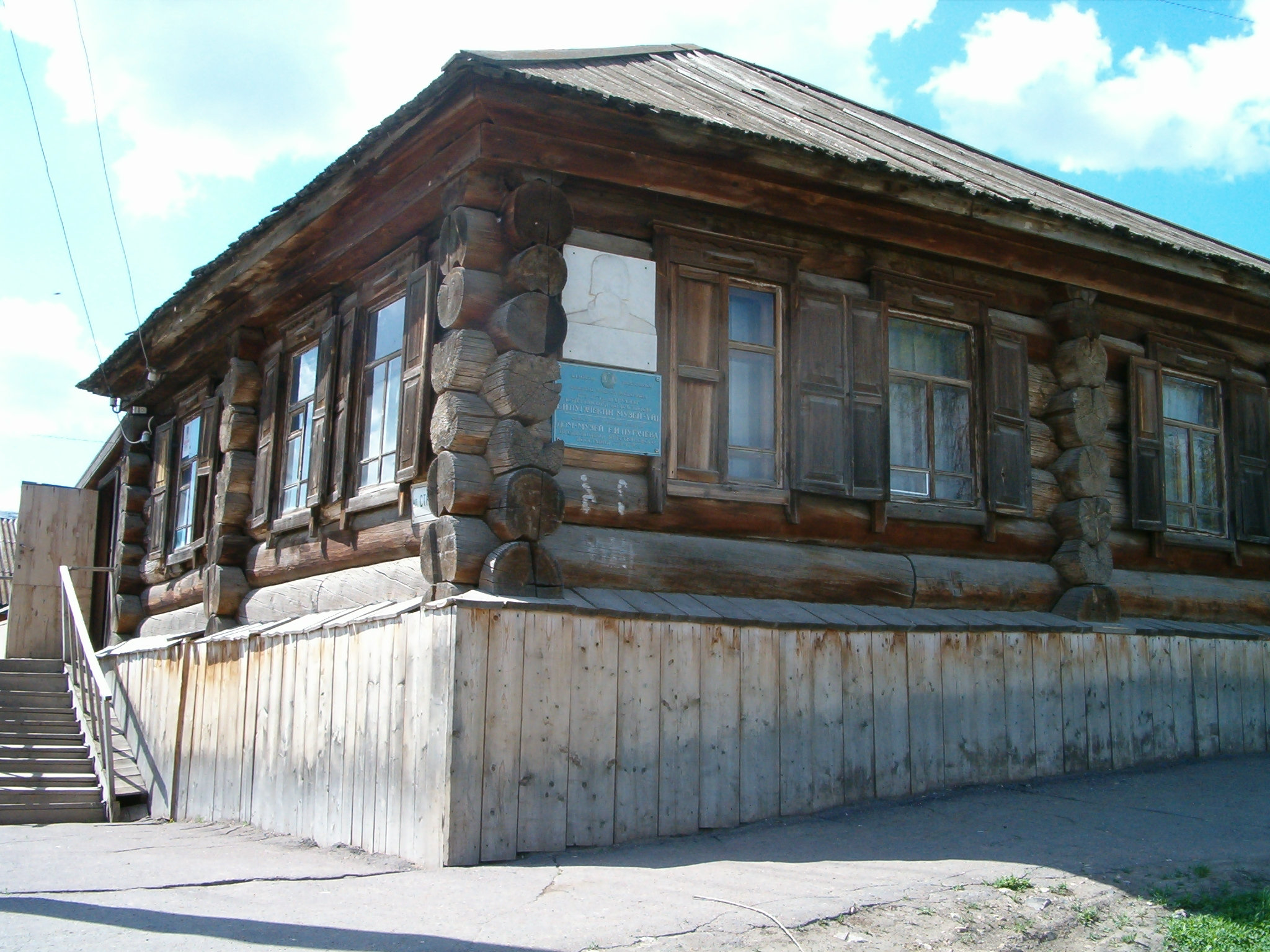
Дом казака Кузнецова, отца «яицкой императрицы» Устиньи — ныне музей Пугачёва в Уральске

После того, как решение было принято, к Петру Кузнецову были отправлены сваты — Михаил Толкачёв с женой Аксиньей и любимец Пугачёва, его секретарь, Иван Почиталин. По словам Пугачёва, он дал инструкцию сватам добиться согласия и отца, и Устиньи: «Если отдаст он волею дочь свою, так я женюсь, а когда не согласится, то силою не возьму». Но к моменту приезда сватов в доме не оказалось ни Петра Кузнецова, уехавшего на похороны племянника, ни старших его сыновей, а сама Устинья спряталась от непрошеных гостей в подполе. Сваты вернулись через несколько часов; они вновь не застали старших членов семьи, но добились того, чтобы Устинья вышла к ним. Та, по её словам, вместе с женой одного из братьев покрыла сватов «скверною бранью». В третий раз сваты приехали к Кузнецову уже в сопровождении Пугачёва и множества казаков. Устинья попыталась сбежать к соседям, но её вернули, и она была вынуждена выйти к гостям «запросто, без всякого наряду». Её подвели к Пугачёву, который «поздравил её царицею», подарив ей денег «рублей тридцать» и поцеловав. В ответ невеста лишь заплакала. В этот момент домой вернулся её отец, которому Пугачёв объявил о намерении жениться на Устинье. Кузнецов упал на колени, говоря, что дочь «ещё молодёхонька и принуждена идти замуж неволею, хотя и за государя», но самозванец пресёк все возражения: «Я намерен на ней жениться. И чтоб к вечеру готово всё было к сговору, а завтра быть свадьбе!» Тот факт, что семья Кузнецовых пыталась, как могла, избежать «чести» выдать дочь за «царя», подтверждается позднейшими показаниями не только её членов, но и ближайших соратников Пугачёва, в том числе Ивана Почиталина.
С момента объявления о том, что свадьбы не миновать, начались срочные приготовления невесты, которые шли под присмотром «царской» свахи Аксиньи Толкачёвой. Вскоре после того, как Пугачёв покинул дом Кузнецовых, его посланцы привезли Устинье наряды для предстоящей церемонии — «сарафан и рубашку голевую, сороку и шубу длинную лисью», прибыли подружки невесты. Вскоре вернулся Пугачёв с казаками, одаривший Устинью деньгами, состоялся обряд «рукобития» — официальный сговор между женихом и отцом невесты. Накрыли столы, Устинью усадили рядом с женихом, началось празднование, в ходе которого Пугачёв требовал от присутствующих пить в том числе за здоровье своего «сына» Павла Петровича, за «невестку» Наталью Алексеевну, за свою невесту. Казаки, в свою очередь, многократно произносили здравицы за государя Петра Фёдоровича. Гости не расходились до самого утра.
Утром 1 (12) февраля 1774 года к дому Кузнецова собрались конные и пешие казаки. Пугачёв, несмотря на затянувшееся накануне до утра застолье, не стал откладывать проведение венчания, прибыв в сопровождении ближайших соратников. Процессия направилась к Петропавловской церкви, внутрь которой были допущены лишь немногие из-за небольших её размеров. Священники были проинструктированы во время венчания именовать Устинью «государынею императрицею Всероссийскою». Впоследствии, после взятия Яицкого городка правительственными войсками, шестеро священников, принявших участие в церемонии венчания Пугачёва и Устиньи, по приказу П. С. Потёмкина были прилюдно закованы в железо и отправлены в секретную следственную комиссию.
Выйдя из церкви, Пугачёв и новая «императрица» под приветственные крики собравшейся толпы, пушечные выстрелы и колокольный звон проследовали в дом атамана Толкачёва. В толпу бросали медные деньги, сам Пугачёв ехал с казаками верхом, Устинье приготовили сани. Свадебный пир продлился два дня, для гостей были выставлены «вино простое, пиво и мёд», «все бывшие на свадьбе казаки были шибко пьяны». Пугачёв одаривал свою новую родню шубами, сукном, «канаватами, зипунами и бешметами».

### «Императрица»

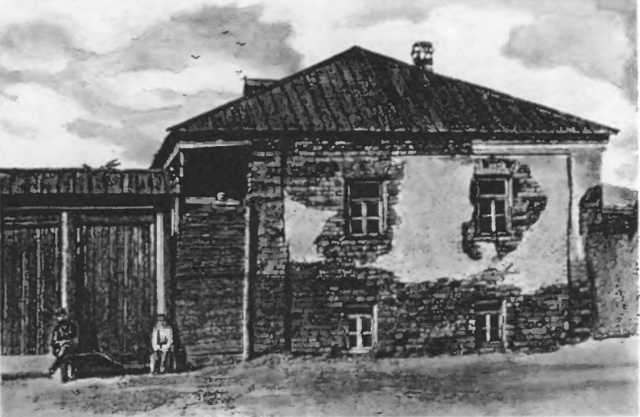
«Дворец Пугачёва» в Уральске, фотография начала XX века, не сохранился

В качестве резиденции «царской четы» был определён каменный дом бывшего атамана Бородина, лучший в Яицком городке. На допросе в секретной следственной комиссии после того, как Яицкий городок вновь вернулся под правительственный контроль, Устинья Кузнецова показала, что пробыла в супружестве за Пугачёвым десять дней, имея в виду, что ровно столько дней она видела своего «царственного» супруга в доме. Большую часть времени своего супружества Устинья Кузнецова провела в компании специально назначенной свиты из казачьих жён и незамужних девушек-«фрейлин», возглавляемой «царской свахой» Аксиньей Толкачёвой. Отцу и братьям разрешалось и даже наказывалось навещать Устинью, но при этом им запрещалось садиться с ней за общий трапезный стол.
У ворот дома был назначен постоянный караул из казаков, в доме также постоянно находилась охрана, проинструктированная обращаться к Устинье «Ваше Императорское величество». Они же следили за выполнением строгого приказа Пугачёва, запрещавшего супруге покидать дом. По показаниям Устиньи и её родни на допросах, все дни она «ничего другова не делала, как, сидя во дворце, разговаривала со своими подругами». Во время немногих дней пребывания Пугачёва в Яицком городке Устинья пыталась укорить супруга, за то, что он женился на ней при живой «первой супруге» (императрице Екатерине II). Их диалоги, сохранённые в протоколах допросов секретных следственных комиссий, передают настойчивость, с какой Пугачёв держался царской легенды:
— Какая она мне жена, когда с царства сверзила! Она мне злодейка!
— Так тебе её не жаль?
— Отнюдь не жаль, а жаль только Павлушу, потому что он — законной мой сын. А её, как Бог допустит в Петербург, то срублю из своих рук голову!
— Нельзя этому статца, тебя туда не допустят, у ней людей много — разве тебе прежде срубят.
— Я Оренбург скоро  возьму и так до Питера дойду безпрепятственно. Только б Оренбург взять, а то все ко мне и приклонятся!Протоколы допросов Устиньи Кузнецовой
После нескольких попыток Устиньи указать на двойственность своего положения в глазах многих казаков, Пугачёв запретил ей впредь поднимать эту тему, а быть счастливой и молиться Богу, «что он в такое достоинство её произвёл». Стараясь следовать приказу, в разговоре с Аксиньей Толкачёвой молодая «царица» всё равно не могла скрыть тревогу: «Вот. Аксиньюшка, могла ли я когда-нибудь мечтать о таком своём счастие? Но я боюсь, штоб оно не переменилось».
Не удержалась однажды в разговоре с супругом Устинья и от сомнений в его царском происхождении:
— Подлинно ли ты государь, и я сумневаюсь в том, потому что ты женился на казачке. И как я вижу, что ты меня обманул и заел мою молодость, ибо ты — человек старой, а я — молодёхонька.
— Я со временем бороду-ту сбрею и буду моложе.
— Так казаки любить не будут!
— Потому-то я и сам оной веры не люблю, что бороду брить, а сделаю угодность разве тебе одной.Протоколы допросов Устиньи Кузнецовой
Но большую часть времени общение «императрицы» Устиньи с супругом сводилось к довольно оживлённой переписке между Яицким городком и пугачёвским лагерем в Бердах. За неграмотную Устинью письма писал приставленный к ней ради этих целей малолетний грамотный казак Алексей Бошенятов, за Пугачёва, очевидно, его личный секретарь и дьяк Военной коллегии Иван Почиталин. Бо́льшая часть переписки была утрачена, сохранилось лишь единственное письмо Пугачёва Устинье:

Всеавгустейшей, державнейшей, великой государыне, императрице Устинье Петровне, любезнейшей супруге моей, радоватися желаю на нещетные леты!
О здешнем состоянии ни о чём другом к сведению вашему донесть не нахожу: по сие течения со всею армиею все благополучно. Напротиву того, я от вас всегда известнаго получения ежедневно слышить и видить писанием желаю. При сем послано от двора моего с подателем сего казаком Кузьмою Фофановым сундуков за замками и за собственными моими печатъми, которыя по получению вам, что в них есть, не отмыкать и поставить к себе в залы до моего императорскаго величества прибытия. А фурман один, которой с ним же, Фофановым, посылается, повелеваю вам, розпечатов, и, что в нём имеется, приняв на свое смотрение. Да при сем десить бочак вина с ним же, Фофановым, посылается. О чём, по получению сего, имеете принять и в крайнем смотрении содержитъ. А сверх сего, что послано съестных припасов, тому при сем предлагается точной регистр.

В протчем, донеся вам, любезная моя иператрица, и остаюся я, великий государь— Письмо Е. И. Пугачева к жене
Женитьба Пугачёва на простой казачке вызвала множество сомнений среди тех из казаков, кто до сих пор верил в подлинное происхождение «Петра Фёдоровича». Как показывал на допросах в следственной комиссии Иван Почиталин: «Когда ж Пугачёв обвенчался, то в народе сделалось сумнение, что Пугачёв не государь, и многие меж собой говорили: как де этому статца, чтоб царь мог жениться на казачке». Сотник личной гвардии самозванца Тимофей Мясников объяснял, в чём именно виделся промах Пугачёва: «…государи на простых никогда не женятся, а всегда берут за себя из иных государств царскую или королевскую дочь». Впрочем, казаки были полностью согласны с Пугачёвым в оценке красоты Устиньи. Даже в августе 1774 года, когда сама Устинья была уже несколько месяцев в заключении в Оренбургском остроге, накануне последней битвы, в которой армия Пугачёва была окончательно разбита, казаки вспоминали о её красоте и стати. Начальник пугачёвской артиллерии Фёдор Чумаков признавался: «Ну брат, подлинно, то-то красавица. Уж я довольно видал хороших, только этакой красавицы не видывал!»

### Следствие и суд
16 (27) апреля 1774 года в Яицком городке узнали о разгроме восставших казаков на реке Быковке и о скором подходе в город корпуса правительственных войск под командованием генерала П. Д. Мансурова. На стихийно собравшемся круге большая часть казаков решила связать своих атаманов и выдать их коменданту осажденного в ретраншменте правительственного гарнизона подполковнику Симонову. Заодно выдали и «императрицу» Устинью. В мае 1774 года её вместе с арестованными атаманами восставших отправили в Оренбург. Секретная следственная комиссия подробно допросила Устинью об обстоятельствах сватовства и свадьбы. Есть сведения, что в период нахождения под арестом в секретной следственной комиссии Устинья попала в положение наложницы руководителя следствия П. С. Потёмкина.
В октябре 1774 года П. С. Потёмкин привёз Устинью в Казань, где шло следствие над многими соратниками Пугачёва. В это время с Пугачёва, находившегося в Симбирске, местным художником было выполнено несколько портретов масляными красками. Один из портретов был доставлен в Казань, где Потёмкин устроил опознание личности самозванца его второй супругой и ближайшими пугачёвскими сообщниками. 6 ноября на Арском поле был сооружён помост с виселицей, на которой закрепили присланный портрет. Устинью подвели к помосту, после чего она громогласно объявила собравшейся толпе жителей города, что на портрете — «точное изображение изверга и самозванца, её мужа». После завершения этой церемонии помост с виселицей и портретом Пугачёва торжественно предали огню
В ноябре 1774 года Кузнецову доставили в Москву, где проводилось генеральное следствие над Пугачёвым и его главными сообщниками. Необходимости в новых допросах Устиньи не было. Согласно приговору от 9 (20) января 1775 года Устинья Кузнецова, как и первая жена Пугачёва Софья Дмитриевна (в девичестве Недюжева) с детьми, «ни в каких преступлениях не участвовали» и были признаны невиновными, однако не были отпущены к прежним местам жительства. Строка в приговоре гласила: «отдалить без наказания, куда будет предписано Правительствующим Сенатом».
В тот же день 9 января Сенат постановил:

Жён самозванца содержать в Кексгольме, не выпуская их из крепости, и давая им только в оной свободу для получения себе содержания и пропитания, а сверх того производя из казны на каждого по 15 копеек в день— Постановление Правительствующего Сената от 9 января 1775 года
Таким образом, жёны Пугачёва, будучи формально освобождёны от наказания, получили куда более суровые условия заключения, нежели многие активные участники восстания. Так, казаки, заключённые в Кольский острог, почти сразу получили право жить на свободе, рыбачить и промышлять зверя без какого-либо надзора.

### Ссылка
Сразу после проведения казни Пугачёва и его сообщников в Москве две жены Пугачёва и его дети были отправлены в Кексгольм под охраной подпоручика Нарвского пехотного полка Ушакова с 6 солдатами. Дабы избежать возможной встречи императрицы Екатерины II, которая планировала поездку в Москву для празднования окончания войны с Турцией, с участниками восстания, маршруты конвоя были проложены с объездом Петербурга. 22 января (2 февраля) 1775 года Софью с детьми и Устинью доставили в Выборг, на следующий день — в Кексгольм. В Кексгольмской крепости был расквартирован крупный армейский гарнизон, но для жён и дочерей самозванца был выделен отдельный каземат в Круглой башне, которая со временем получила своё второе имя Пугачёвской. Малолетнего сына Пугачёва Трофима разместили в одиночной камере солдатской гауптвахты. Губернатор Энгельгардт довёл до сведения коменданта крепости Доможирова, что поступившие под его охрану члены семьи Пугачёва, чьё имя по приговору должно было быть предано «вечному забвению и глубокому молчанию», отныне не должны были называться ни старой фамилией, ни какой другой.

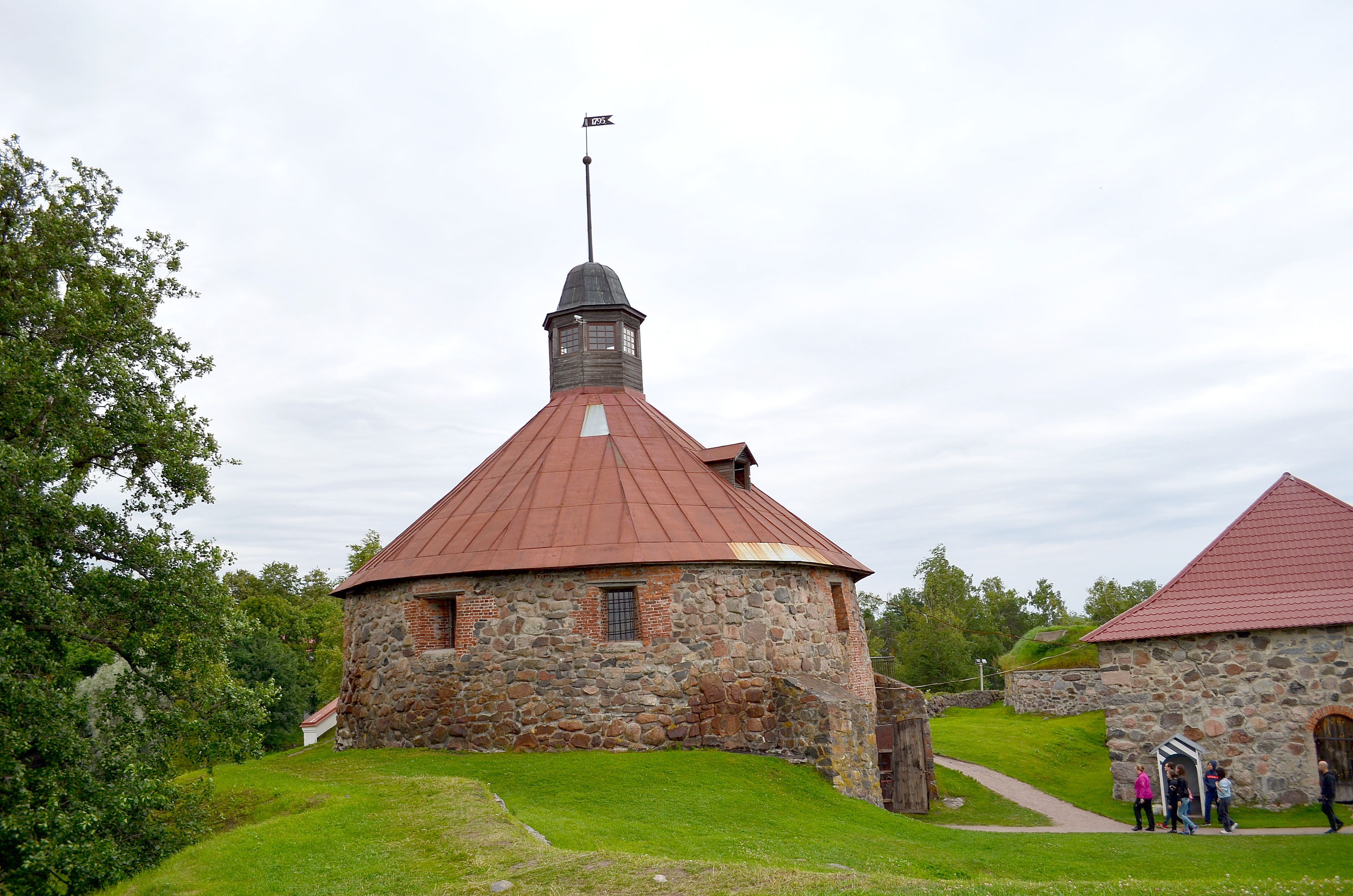
Круглая (Пугачёвская) башня в крепости Кексгольма

В 1787 году, в ознаменование 25-летия вступления на престол, Екатерина II объявила амнистию большому числу заключённых и ссыльных. Получив указание из Выборгского наместничества — «ежели есть в городе Кексгольме подходящие к освобождению» по указанным в манифесте статьям, комендант Кексгольмской крепости премьер-майор Гофман запросил генерал-прокурора Вяземского о том, не распространяется ли данная амнистия на жён и детей Пугачёва. Вяземский переслал запрос императрице, но 1 сентября та через статс-секретаря графа Безбородко передала, что «сии секретные арестанты не подходят под изъявленные в помянутом манифесте над прегрешившими милости, а для того тем арестантам остаться на прежнем положении».
После восхождения на престол в 1796 году императора Павла I был проведён пересмотр многих уголовных дел и приговоров екатерининской эпохи. В Кексгольмскую крепость был направлен обер-секретарь Тайной экспедиции Сената А. С. Макаров, из доклада которого по итогам поездки известно, что за двадцать лет заключения никаких перемен в судьбе членов семей Пугачёва не произошло: «В Кексгольмской крепости Софья и Устинья, жёнки бывшего самозванца Емельяна Пугачёва, две дочери девки Аграфена и Христина от первой и сын Трофим с 1775 года содержатся в замке в особливом покое, а парень на гауптвахте в особливой комнате. Содержание имеют от казны по 15 копеек в день. Живут порядочно. Имеют свободу ходить по крепости, но из оной не выпускаются. Читать и писать не умеют».
В следующий раз о судьбе родственников Пугачёва, в том числе об Устинье, вспомнили после вступления на престол Александра I. В связи с упразднением Тайной канцелярии Комиссия по пересмотру прежних уголовных дел в 1801 году изучила дела всех осуждённых по делу пугачёвщины и всех без исключения рекомендовала оставить в прежних местах, как и в 1787 году, записав жён Пугачёва в участники бунта вопреки тексту приговора 1775 года. Однако 2 (14) июня 1803 года Александру, бывшему в инспекционной поездке по гарнизонам Выборгской губернии, представили заключённых жён и детей самозванца. Увидев узников своими глазами, император распорядился освободить их из крепостного заключения, разрешив им поселиться в городском посаде Кексгольма: «избавя из-под тогдашнего караула, предоставить им жительство в городе свободное, с тем, однако, чтоб из оного никуда не отлучались, имея притом за поступками их неослабное смотрение».
Устинья Кузнецова умерла 18 (30) ноября 1808 года, проведя в Кексгольмском заключении и ссылке 33 года. Точная дата стала известна из текста повеления священнику Кексгольмского Рождественского собора «по долгу христианскому похоронить» вторую жену Пугачева Устинью Петровну.